# Rick Weitzman
Richard L. "Rick" Weitzman (Brookline, Massachusetts, 30 de abril de 1946) es un exjugador de baloncesto estadounidense que disputó una temporada en la NBA, además de jugar en la EPBL. Con 1,88 metros de estatura, jugaba en la posición de base.

## Trayectoria deportiva

### Universidad
Jugó durante tres temporadas con los Huskies de la Universidad Northeastern, donde fue capitán en su última temporada, llevando al equipo a un balance de 22 victorias y 4 derrotas.

### Profesional
Fue elegido en la posición 110 del Draft de la NBA de 1967 por Boston Celtics, donde jugó una temporada, en la que consiguió el anillo de campeón de la NBA tras derrotar a Los Angeles Lakers en las Finales. Weitzman promedió 1,3 puntos por partido. A pesar de disputar únicamente 5 minutos en el total de los playoffs, fue el autor de la última canasta del último partido de la final.
Durante la pretemporada del año siguiente, una grave lesión de rodilla lo apartó del equipo, y aunque intentó seguir jugando en la EPBL, finalmente se retiró del baloncesto en activo. Años más tarde sería comentarista en la radio oficial de los Celtics, y ojeador para el mismo equipo y posteriormente para Cleveland Cavaliers.

## Estadísticas de su carrera en la NBA

### Temporada regular
| Temporada | Edad | Equipo         | Liga | P  | TIT | MIN | TC  | TCA | %TC  | 3P | 3PA | %3P | TL  | TLA | %TL  | R.OF. | R.DEF. | REB | ASIS | ROB | TAP | PER | FP  | PTS |
| 1967-68   | 21   | Boston Celtics | NBA  | 25 |     | 3.0 | 0.5 | 1.8 | .261 |    |     |     | 0.4 | 0.5 | .692 |       |        | 0.4 | 0.3  |     |     |     | 0.3 | 1.3 |
| Total     |      |                | NBA  | 25 |     | 3.0 | 0.5 | 1.8 | .261 |    |     |     | 0.4 | 0.5 | .692 |       |        | 0.4 | 0.3  |     |     |     | 0.3 | 1.3 |

### Playoffs
| Temporada | Edad | Equipo         | Liga | P | MIN | TCA | TC | 3PA | 3P | TLA | TL | R.OF. | REB | ASIS | ROB | TAP | PER | FP | PTS | %TC  | %3P | %FT | MIN | PTS | REB | AST |
| 1967-68   | 21   | Boston Celtics | NBA  | 3 | 5   | 2   | 3  |     |    | 0   | 0  |       | 1   | 1    |     |     |     | 0  | 4   | .667 |     |     | 1.7 | 1.3 | 0.3 | 0.3 |
| Total     |      |                | NBA  | 3 | 5   | 2   | 3  |     |    | 0   | 0  |       | 1   | 1    |     |     |     | 0  | 4   | .667 |     |     | 1.7 | 1.3 | 0.3 | 0.3 |